# 太上天皇

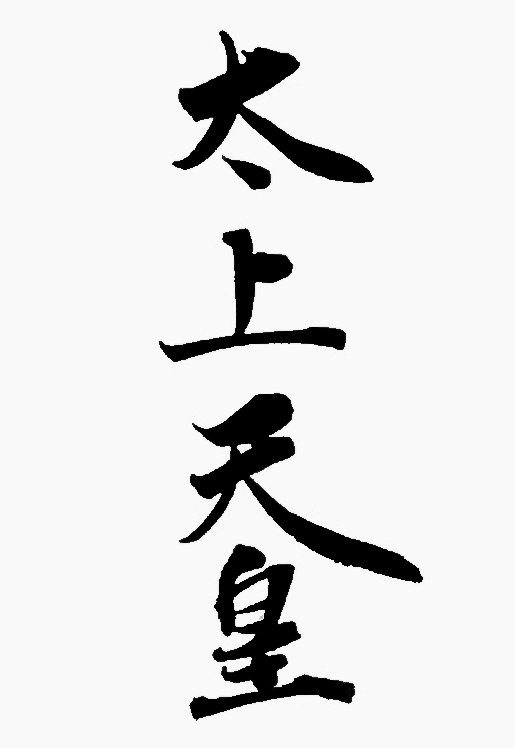
光厳上皇宸筆「太上天皇」

太上天皇（だいじょうてんのう、だじょうてんのう）は、譲位により皇位を後継者に譲った天皇の尊号、または、その尊号を受けた天皇。由来は、中国の皇帝が位を退くと「太上皇」と尊称されたことにある。元々は譲位した天皇が自動的に称する尊号であったが、嵯峨天皇の譲位以降は新天皇から贈られる尊号に変化した。
略称は「上皇」である。また、出家した太上天皇を、「太上法皇（法皇）」と称する。ただし、これは法的な根拠のある身位ではなく、太上法皇も太上天皇に含まれる。また、太上法皇の称号が用いられた初例は宇多法皇とされており、聖武上皇や清和上皇などそれ以前の退位後に出家した太上天皇には太上法皇（法皇）を用いるのは正確な表現ではない。
「院」とも称され、太上天皇が治天の君として政務を執った場合、その政治を院政という。三宮（后位）と合わせて「院宮」といい、更に、皇族や有力貴族を含めた総称を「院宮王臣家」といった。院の御所が仙洞御所と呼ばれたことから、「仙洞」も上皇の謂として用いられる。

## 概要

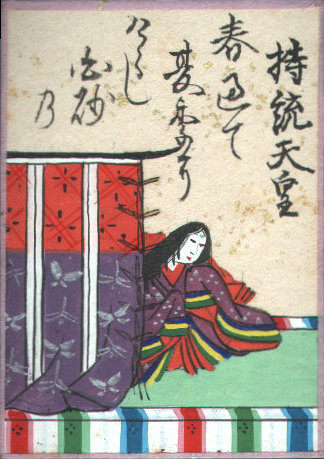
日本史上最初の太上天皇となった持統天皇（飛鳥時代）

日本の皇室における譲位の初例は皇極天皇であったが、この時点では君主号は「天皇」ではなく「大王」であり、当然「太上天皇」という称号もなかったため「皇祖母尊」（すめみおやのみこと）という臨時の尊号が設けられた。また、その後皇極天皇自身が、斉明天皇として重祚している。
その後、大宝令において太上天皇の称号が定められたことで、持統天皇11年（文武天皇元年）8月1日（697年8月22日）、持統天皇が文武天皇に譲位し、史上初の太上天皇（上皇）になった。
日本の皇室には、江戸時代後期仁孝天皇に譲位した光格上皇まで、計59人の上皇が存在した。つまり、歴代天皇のうち半数近くが退位して上皇となっている。ただし、平安時代以降「天皇の崩御」という事態そのものが禁忌として回避されるようになり、重態となってから譲位の手続きが行われて上皇の尊号が贈られ、直後に崩御した例が多い。醍醐天皇は譲位後8日、一条天皇は10日、後朱雀天皇は3日で崩御している（ただし、こうしたケースの場合、後述される次代の天皇による太上天皇の称号奉上が間に合っていない）。後一条天皇に至ってはその崩御があまりにも急であったためそれさえも間に合わず、その事実を隠したまま譲位の手続きを進め、それが完了してからはじめて崩御を公表するありさまであった。江戸時代の後光明天皇などでも同様のことがあった。後桃園天皇に至っては、正式な在位終了日が崩御日の10日後という異常な状態のままになっている。これは、あくまでも「天皇の崩御」ではなく「上皇の崩御」として取り扱うための便法である。
持統天皇以来、太上天皇の称号は退位した天皇が自動的に称するものであり、特段の儀式は必要なかった。時代が下って嵯峨天皇は、自らの異母弟である淳和天皇への譲位に際し、太上天皇の称号の辞退を申し出た。太上天皇は在位の天皇を親権者として支えることから、天皇と同格の権威と権限を有するものとされていたが、嵯峨天皇の場合、兄に過ぎず親権者ではない平城上皇との間で権力の分掌をめぐって深刻な対立を生じ（薬子の変）、ついにクーデターで兄を排除せざるを得なくなった。このため、二重権力の弊害を避けるために太上天皇を辞退したものである。ただ淳和天皇はこれを受け入れず、最終的には淳和天皇が嵯峨天皇に対して太上天皇の称号を奉上する（淳和天皇が嵯峨天皇に対して太上天皇の称号を宣下する）ことで解決がはかられた。これにより、太上天皇の意味合いは、新天皇から与えられる地位に変化したのである。これを踏まえて歴史学界では、一般に、平城までの太上天皇はそのまま「太上天皇」と呼び、嵯峨天皇以降の太上天皇を「上皇」と呼び分ける慣習となっている。
なお、仁明天皇や後醍醐天皇のように、退位と崩御がほぼ同日だったため、退位後も存命だったにもかかわらず太上天皇の宣下が見送られたケースもある。また淳仁天皇は、藤原仲麻呂の乱の結果として強制的に皇位を追われ、淡路国に流されたまま崩御したことから、「淡路廃帝」と呼ばれて歴代天皇として認められず、尊号は贈られなかった。安徳天皇も弟の後鳥羽天皇の即位により廃帝とみなされた。仲恭天皇は即位の礼も経ないまま位を追われたため、即位の事実自体を認められず「九条廃帝」「後廃帝」と呼ばれてやはり歴代天皇から外され、宣下はなされなかった。なお、 淳仁天皇と仲恭天皇については、明治天皇によって改めて尊号が追号された。
光厳天皇は後醍醐天皇の政権奪取により廃位され、即位の事実自体も否定されたが「皇太子を辞退したことに対する褒賞」として特例で太上天皇の称号を認められた。崇光天皇も観応の擾乱のさなか足利尊氏の南朝への降伏（正平一統）により北朝が一時的に消滅したため廃位となったが、融和策を採った南朝側の配慮で太上天皇とされている。後村上天皇・長慶天皇は南朝により太上天皇とされた可能性があるが、北朝側は承認しなかった。後亀山天皇も北朝側から歴代天皇として認められず、かろうじて太上天皇の称号は得たものの、これは足利義満が朝廷の反対を押し切って独断で決めた強引なものであり、それさえも「天皇になっていない太上天皇」の扱いを受けた。

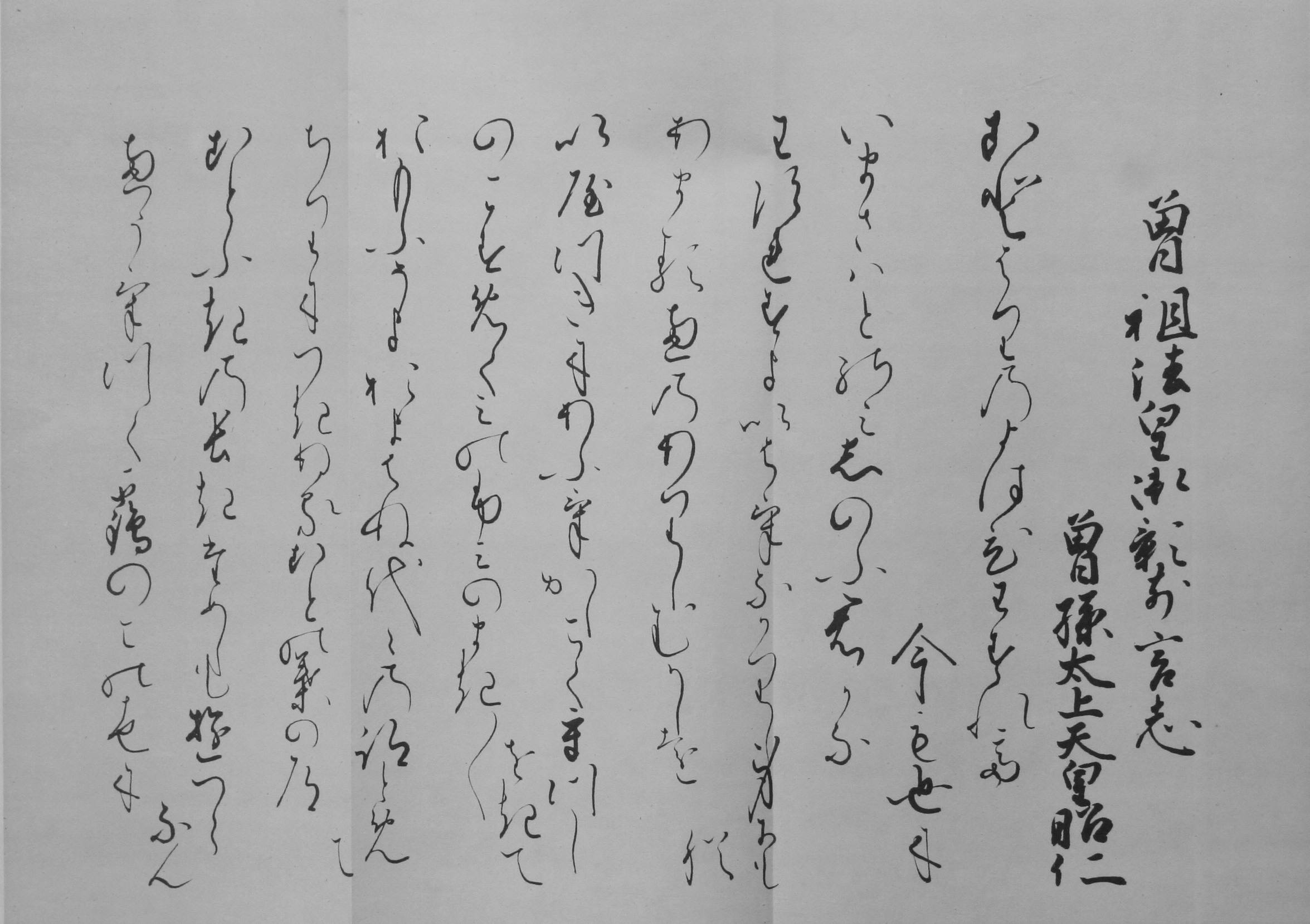
天皇号が絶えていた時期にも、太上天皇号は変わらず用いられた。右に「曾孫太上天皇昭仁」とある。「昭仁」は桜町天皇の諱で、当時は太上天皇。亡き曽祖父・霊元天皇に捧げたもの（江戸時代後期）

孝謙天皇は、いったん退位して太上天皇となったのち、後任の淳仁天皇を廃位した上で自ら称徳天皇として重祚し、天皇に復帰した。上皇から天皇に復帰したのは、ほかに後醍醐天皇の例があるが、こちらは元弘の乱に敗れて御謀叛方となった後醍醐天皇側があくまで退位を拒み、京都では光厳天皇が在位し、自らは隠岐に流されている間も「自分が正統な天皇である」と主張し続けた結果であり、本人は最後まで重祚とは認めなかった。江戸時代までの一般的な皇室系図では後醍醐天皇を重祚とした上で便宜上一代とし光厳も歴代天皇となっていたが、明治維新によって南朝正統となった結果、2023年（令和5年）現在の皇統譜は後醍醐側の主張を容認し光厳を歴代外の天皇としている。
その他、天皇としての即位を経ずに太上天皇位を受けた者が2名（後高倉院・後崇光院）おり、薨去後に太上天皇号を贈られた者が2名（誠仁親王、陽光院・閑院宮典仁親王、慶光天皇）いる。足利義満は、後円融上皇の在世中とその没後に治天の権限を代行していたことを踏まえ、死に際して太上天皇の尊号を贈られたが、後継者の足利義持が辞退した。閑院宮典仁親王は生前に尊号が贈られることが決定していたが、幕府の反対により受けることはなかった（尊号一件）。
2019年（平成31年）4月30日の第125代天皇明仁の譲位に際して制定された「天皇の退位等に関する皇室典範特例法（平成29年法律第63号）」では「太上天皇」の略称である「上皇」を正式称号とした。

## 皇室典範制定後の動き
明治時代の旧皇室典範起草時、『高輪会議』における伊藤決裁により、「譲位規定を削る」、「太上天皇の規定も削る」とされ、戦後の皇室典範にも引き継がれている。
旧・皇室典範が制定されて以降、第123代大正天皇、第124代昭和天皇、第125代天皇明仁の皇位継承においては「諒闇践祚」、すなわち天皇の崩御後、直ちに皇嗣が践祚し即位する形が採られたため、太上天皇（上皇）の奉上・宣下・譲位はいずれも行われなくなっていた。しかし、2017年（平成29年）に第125代天皇明仁の退位を行うための特例法である天皇の退位等に関する皇室典範特例法（退位特例法）が定められ、2019年（平成31年）4月30日に第125代天皇明仁が退位し、2019年（令和元年）5月1日に今上天皇（徳仁）が即位した。退位した第125代天皇は、特例法の規定により上皇となった。

## 年少記録と年長記録
天皇を退き上皇となった最年少記録は六条上皇の3歳3か月。最年長記録は明仁の85歳4か月で、太上天皇に限ると光仁上皇の71歳5か月。

## 歴代上皇
| 代  | 名         | 上皇となった日（太上天皇宣下日含む）  |
| --- | ---------- | ------------------------------------- |
| 41  | 持統上皇   | 文武天皇元年（697年）8月22日          |
| 43  | 元明上皇   | 和銅8年/霊亀元年（715年）10月3日      |
| 44  | 元正上皇   | 養老8年/神亀元年（724年）3月3日       |
| 45  | 聖武上皇   | 天平21年/天平感宝元年（749年）8月19日 |
| 46  | 孝謙上皇   | 天平宝字2年（758年）9月7日            |
| 49  | 光仁上皇   | 宝亀12年/天応元年（781年）4月30日     |
| 51  | 平城上皇   | 大同4年（809年）5月18日               |
| 52  | 嵯峨上皇   | 弘仁14年（823年）5月29日              |
| 53  | 淳和上皇   | 天長10年（833年）3月22日              |
| 56  | 清和上皇   | 貞観18年（876年）12月                 |
| 57  | 陽成上皇   | 元慶8年（884年）3月4日                |
| 59  | 宇多上皇   | 寛平9年（897年）8月4日                |
| 61  | 朱雀上皇   | 天慶9年（946年）5月29日               |
| 63  | 冷泉上皇   | 安和2年（969年）10月9日               |
| 64  | 円融上皇   | 永観2年（984年）10月6日               |
| 65  | 花山上皇   | 寛和3年/永延元年（987年）8月1日       |
| 66  | 一条上皇   | 寛弘8年（1011年）7月11日              |
| 67  | 三条上皇   | 長和5年（1016年）4月5日               |
| 69  | 後朱雀上皇 | 寛徳2年（1045年）2月5日               |
| 71  | 後三条上皇 | 延久5年（1073年）1月18日              |
| 72  | 白河上皇   | 応徳4年/寛治元年（1087年）1月9日      |
| 74  | 鳥羽上皇   | 保安4年（1123年）3月1日               |
| 75  | 崇徳上皇   | 永治2年/康治元年（1142年）1月5日      |
| 77  | 後白河上皇 | 保元3年（1158年）9月5日               |
| 78  | 二条上皇   | 長寛3年/永万元年（1165年）8月7日      |
| 79  | 六条上皇   | 仁安3年（1168年）4月8日               |
| 80  | 高倉上皇   | 治承4年（1180年）3月24日              |
| 82  | 後鳥羽上皇 | 建久9年（1198年）2月27日              |
| 83  | 土御門上皇 | 承元4年（1210年）12月22日             |
| 84  | 順徳上皇   | 承久3年（1221年）5月16日              |
|     | 後高倉院   | 承久3年（1221年）9月3日               |
| 86  | 後堀河上皇 | 寛喜4年/貞永元年（1232年）11月20日    |
| 88  | 後嵯峨上皇 | 寛元4年（1246年）2月22日              |
| 89  | 後深草上皇 | 正元2年/文応元年（1260年）1月9日      |
| 90  | 亀山上皇   | 文永11年（1264年）3月11日             |
| 91  | 後宇多上皇 | 弘安10年（1287年）12月21日            |
| 92  | 伏見上皇   | 永仁6年（1298年）9月9日               |
| 93  | 後伏見上皇 | 正安3年（1301年）3月9日               |
| 95  | 花園上皇   | 文保2年（1318年）4月11日              |
| 96  | 後醍醐上皇 | 建武3年/延元元年（1336年）12月5日     |
| 98  | 長慶上皇   | 弘和3年/永徳3年（1383年）10月         |
| 99  | 後亀山上皇 | 元中9年/明徳3年（1392年）11月19日     |
| 北1 | 光厳上皇   | 元弘4年/建武元年（1334年）1月26日     |
| 北2 | 光明上皇   | 正平3年/貞和4年（1348年）12月16日     |
| 北3 | 崇光上皇   | 正平6年/観応2年（1351年）12月17日     |
| 北4 | 後光厳上皇 | 建徳2年/応安4年（1371年）4月21日      |
| 北5 | 後円融上皇 | 弘和2年/永徳2年（1382年）6月7日       |
| 100 | 後小松上皇 | 応永19年（1412年）10月5日             |
|     | 後崇光院   | 文安5年（1448年）1月3日               |
| 102 | 後花園上皇 | 寛正5年（1464年）8月31日              |
| 106 | 正親町上皇 | 天正14年（1586年）12月17日            |
|     | 陽光院     | 天正16年（1588年）以前贈              |
| 107 | 後陽成上皇 | 慶長16年（1611年）5月19日             |
| 108 | 後水尾上皇 | 寛永6年（1629年）12月22日             |
| 109 | 明正上皇   | 寛永20年（1643年）11月23日            |
| 111 | 後西上皇   | 寛文3年（1663年）3月12日              |
| 112 | 霊元上皇   | 貞享4年（1687年）5月6日               |
| 113 | 東山上皇   | 宝永6年（1709年）7月30日              |
| 114 | 中御門上皇 | 享保20年（1735年）4月15日             |
| 115 | 桜町上皇   | 延享4年（1747年）6月14日              |
| 117 | 後桜町上皇 | 明和8年（1771年）1月10日              |
| 119 | 光格上皇   | 文化14年（1817年）5月9日              |
|     | 慶光院     | 明治17年（1884年）3月19日贈           |
| 125 | 上皇明仁   | 令和元年（2019年）5月1日              |

## 同時在位
同時に多数の上皇が並立した最多記録は5人。
正安3年1月28日（1301年3月9日）から嘉元2年7月16日（1304年8月17日）までの3年5月。この期間に後深草上皇・亀山上皇・後宇多上皇・伏見上皇・後伏見上皇の5名が在位した。
- 天皇が上皇と同時に在位していた期間

| 文武天皇元年（697年）                       | 文武                       | 持統上皇                    |                           |                            |                   |                   |
| 文武天皇7年（703年）                        | 文武                       | 持統上皇                    |                           |                            |                   |                   |
|                                             |                            |                             |                           |                            |                   |                   |
| 和銅8年/霊亀元年（715年）                   | 元正                       | 元明上皇                    |                           |                            |                   |                   |
| 養老5年（721年）                            | 元正                       | 元明上皇                    |                           |                            |                   |                   |
|                                             |                            |                             |                           |                            |                   |                   |
| 養老8年/神亀元年（724年）                   | 聖武                       | 元正上皇                    |                           |                            |                   |                   |
| 天平20年（748年）                           | 聖武                       | 元正上皇                    |                           |                            |                   |                   |
|                                             |                            |                             |                           |                            |                   |                   |
| 天平21年/天平感宝元年（749年）              | 孝謙                       | 聖武上皇                    |                           |                            |                   |                   |
| 天平勝宝8歳（756年）                        | 孝謙                       | 聖武上皇                    |                           |                            |                   |                   |
|                                             |                            |                             |                           |                            |                   |                   |
| 天平宝字2年（758年）                        | 淳仁                       | 孝謙上皇                    |                           |                            |                   |                   |
| 天平宝字8年（764年）                        | 淳仁                       | 孝謙上皇                    |                           |                            |                   |                   |
| 称徳                                        |                            | 孝謙上皇                    |                           |                            |                   |                   |
| 神護景雲4年/宝亀元年（770年）               |                            | 孝謙上皇                    |                           |                            |                   |                   |
|                                             |                            |                             |                           |                            |                   |                   |
| 宝亀12年/天応元年（781年）                  | 桓武                       | 光仁上皇                    |                           |                            |                   |                   |
| 天応2年/延暦元年（782年）                   | 桓武                       | 光仁上皇                    |                           |                            |                   |                   |
|                                             |                            |                             |                           |                            |                   |                   |
| 大同4年（809年）                            | 嵯峨                       | 平城上皇                    |                           |                            |                   |                   |
| 弘仁13年（822年）                           | 嵯峨                       | 平城上皇                    |                           |                            |                   |                   |
| 弘仁14年（823年）                           | 淳和                       | 平城上皇                    | 嵯峨上皇                  |                            |                   |                   |
| 天長10年（833年）                           | 淳和                       | 平城上皇                    | 嵯峨上皇                  |                            |                   |                   |
| 仁明                                        | 淳和上皇                   |                             | 嵯峨上皇                  |                            |                   |                   |
| 仁明                                        | 淳和上皇                   | 承和7年（840年）            | 嵯峨上皇                  |                            |                   |                   |
| 仁明                                        | 承和9年（842年）           |                             | 嵯峨上皇                  |                            |                   |                   |
|                                             |                            |                             |                           |                            |                   |                   |
| 貞観18年（876年）                           | 陽成                       | 清和上皇                    |                           |                            |                   |                   |
| 元慶5年（881年）                            | 陽成                       | 清和上皇                    |                           |                            |                   |                   |
|                                             |                            |                             |                           |                            |                   |                   |
| 元慶8年（884年）                            | 光孝                       | 陽成上皇                    |                           |                            |                   |                   |
| 仁和3年（887年）                            | 光孝                       | 陽成上皇                    |                           |                            |                   |                   |
| 宇多                                        |                            | 陽成上皇                    |                           |                            |                   |                   |
| 寛平9年（897年）                            |                            | 陽成上皇                    |                           |                            |                   |                   |
| 醍醐                                        | 宇多上皇                   | 陽成上皇                    |                           |                            |                   |                   |
| 醍醐                                        | 宇多上皇                   | 陽成上皇                    | 延長8年（930年）          |                            |                   |                   |
| 朱雀                                        | 宇多上皇                   | 陽成上皇                    |                           |                            |                   |                   |
| 延長9年/承平元年（931年）                   | 宇多上皇                   | 陽成上皇                    |                           |                            |                   |                   |
| 天慶9年（946年）                            |                            | 陽成上皇                    |                           |                            |                   |                   |
| 村上                                        | 朱雀上皇                   | 陽成上皇                    |                           |                            |                   |                   |
| 村上                                        | 朱雀上皇                   | 陽成上皇                    | 天暦3年（949年）          |                            |                   |                   |
| 村上                                        | 朱雀上皇                   | 天暦6年（952年）            |                           |                            |                   |                   |
| 安和2年（969年）                            | 円融                       | 冷泉上皇                    |                           |                            |                   |                   |
| 永観2年（984年）                            | 円融                       | 冷泉上皇                    |                           |                            |                   |                   |
| 花山                                        | 円融上皇                   | 冷泉上皇                    |                           |                            |                   |                   |
| 花山                                        | 円融上皇                   | 冷泉上皇                    | 寛和3年/永延元年（987年） |                            |                   |                   |
| 一条                                        | 円融上皇                   | 冷泉上皇                    | 花山上皇                  |                            |                   |                   |
| 一条                                        | 円融上皇                   | 冷泉上皇                    | 花山上皇                  | 正暦2年（991年）           |                   |                   |
| 一条                                        | 寛弘5年（1008年）          | 冷泉上皇                    | 花山上皇                  |                            |                   |                   |
| 一条                                        | 寛弘8年（1011年）          | 冷泉上皇                    |                           |                            |                   |                   |
| 三条                                        | 一条上皇                   | 冷泉上皇                    |                           |                            |                   |                   |
| 三条                                        |                            |                             |                           |                            |                   |                   |
| 長和5年（1016年）                           | 後一条                     | 三条上皇                    |                           |                            |                   |                   |
| 長和6年/寛仁元年（1017年）                  | 後一条                     | 三条上皇                    |                           |                            |                   |                   |
|                                             |                            |                             |                           |                            |                   |                   |
| 寛徳2年（1045年）                           | 後冷泉                     | 後朱雀上皇                  |                           |                            |                   |                   |
|                                             |                            |                             |                           |                            |                   |                   |
| 延久5年（1073年）                           | 白河                       | 後三条上皇                  |                           |                            |                   |                   |
|                                             |                            |                             |                           |                            |                   |                   |
| 応徳4年/寛治元年（1087年）                  | 堀河                       | 白河上皇                    |                           |                            |                   |                   |
| 嘉承2年（1107年）                           | 堀河                       | 白河上皇                    |                           |                            |                   |                   |
| 嘉承3年/天仁元年（1108年）                  | 鳥羽                       | 白河上皇                    |                           |                            |                   |                   |
| 保安4年（1123年）                           | 鳥羽                       | 白河上皇                    |                           |                            |                   |                   |
| 崇徳                                        | 鳥羽上皇                   | 白河上皇                    |                           |                            |                   |                   |
| 崇徳                                        | 鳥羽上皇                   | 白河上皇                    | 大治4年（1129年）         |                            |                   |                   |
| 崇徳                                        | 鳥羽上皇                   | 永治2年/康治元年（1142年）  |                           |                            |                   |                   |
| 近衛                                        | 鳥羽上皇                   | 崇徳上皇                    |                           |                            |                   |                   |
| 近衛                                        | 鳥羽上皇                   | 崇徳上皇                    | 久寿2年（1155年）         |                            |                   |                   |
| 後白河                                      | 鳥羽上皇                   | 崇徳上皇                    |                           |                            |                   |                   |
| 久寿3年/保元元年（1156年）                  | 鳥羽上皇                   | 崇徳上皇                    |                           |                            |                   |                   |
| 保元3年（1158年）                           |                            | 崇徳上皇                    |                           |                            |                   |                   |
| 二条                                        | 後白河上皇                 | 崇徳上皇                    |                           |                            |                   |                   |
| 二条                                        | 後白河上皇                 | 崇徳上皇                    | 長寛2年（1164年）         |                            |                   |                   |
| 二条                                        | 後白河上皇                 | 長寛3年/永万元年（1165年）  |                           |                            |                   |                   |
| 六条                                        | 後白河上皇                 | 二条上皇                    |                           |                            |                   |                   |
| 六条                                        | 後白河上皇                 | 仁安3年（1168年）           |                           |                            |                   |                   |
| 高倉                                        | 後白河上皇                 | 六条上皇                    |                           |                            |                   |                   |
| 高倉                                        | 後白河上皇                 | 六条上皇                    | 安元2年（1176年）         |                            |                   |                   |
| 高倉                                        | 後白河上皇                 | 治承4年（1180年）           |                           |                            |                   |                   |
| 安徳                                        | 後白河上皇                 | 高倉上皇                    |                           |                            |                   |                   |
| 安徳                                        | 後白河上皇                 | 高倉上皇                    | 治承5年（1181年）         |                            |                   |                   |
| 安徳                                        | 後白河上皇                 | 治承6年（1182年）           |                           |                            |                   |                   |
| 治承7年（1183年）                           | 後白河上皇                 | 後鳥羽                      |                           |                            |                   |                   |
| 建久3年（1192年）                           | 後白河上皇                 | 後鳥羽                      |                           |                            |                   |                   |
| 建久9年（1198年）                           |                            | 後鳥羽                      |                           |                            |                   |                   |
| 土御門                                      | 後鳥羽上皇                 |                             |                           |                            |                   |                   |
| 土御門                                      | 後鳥羽上皇                 | 承元4年（1210年）           |                           |                            |                   |                   |
| 順徳                                        | 後鳥羽上皇                 | 土御門上皇                  |                           |                            |                   |                   |
| 順徳                                        | 後鳥羽上皇                 | 土御門上皇                  | 承久3年（1221年）         |                            |                   |                   |
| 仲恭                                        | 後鳥羽上皇                 | 土御門上皇                  | 順徳上皇                  |                            |                   |                   |
| 後堀河                                      | 後鳥羽上皇                 | 土御門上皇                  | 順徳上皇                  |                            |                   |                   |
| 寛喜3年（1231年）                           | 後鳥羽上皇                 | 土御門上皇                  | 順徳上皇                  |                            |                   |                   |
| 寛喜4年/貞永元年（1232年）                  | 後鳥羽上皇                 |                             | 順徳上皇                  |                            |                   |                   |
| 四条                                        | 後鳥羽上皇                 | 後堀河上皇                  | 順徳上皇                  |                            |                   |                   |
| 四条                                        | 後鳥羽上皇                 | 後堀河上皇                  | 順徳上皇                  | 天福2年/文暦元年（1234年） |                   |                   |
| 四条                                        | 後鳥羽上皇                 | 暦仁2年/延応元年（1239年）  | 順徳上皇                  |                            |                   |                   |
| 四条                                        | 仁治3年（1242年）          |                             | 順徳上皇                  |                            |                   |                   |
|                                             |                            |                             |                           |                            |                   |                   |
| 寛元4年（1246年）                           | 後深草                     | 後嵯峨上皇                  |                           |                            |                   |                   |
| 正元2年/文応元年（1260年）                  | 後深草                     | 後嵯峨上皇                  |                           |                            |                   |                   |
| 亀山                                        | 後深草上皇                 | 後嵯峨上皇                  |                           |                            |                   |                   |
| 亀山                                        | 後深草上皇                 | 後嵯峨上皇                  | 文永9年（1272年）         |                            |                   |                   |
| 亀山                                        | 後深草上皇                 | 文永11年（1264年）          |                           |                            |                   |                   |
| 後宇多                                      | 後深草上皇                 | 亀山上皇                    |                           |                            |                   |                   |
| 後宇多                                      | 後深草上皇                 | 亀山上皇                    | 弘安10年（1287年）        |                            |                   |                   |
| 伏見                                        | 後深草上皇                 | 亀山上皇                    | 後宇多上皇                |                            |                   |                   |
| 伏見                                        | 後深草上皇                 | 亀山上皇                    | 後宇多上皇                | 永仁6年（1298年）          |                   |                   |
| 後伏見                                      | 後深草上皇                 | 亀山上皇                    | 後宇多上皇                | 伏見上皇                   |                   |                   |
| 後伏見                                      | 後深草上皇                 | 亀山上皇                    | 後宇多上皇                | 伏見上皇                   | 正安3年（1301年） |                   |
| 後二条                                      | 後深草上皇                 | 亀山上皇                    | 後宇多上皇                | 伏見上皇                   | 後伏見上皇        |                   |
| 後二条                                      | 後深草上皇                 | 亀山上皇                    | 後宇多上皇                | 伏見上皇                   | 後伏見上皇        | 嘉元2年（1304年） |
| 後二条                                      | 嘉元3年（1305年）          | 亀山上皇                    | 後宇多上皇                | 伏見上皇                   | 後伏見上皇        |                   |
| 後二条                                      | 徳治3年/延慶元年（1308年） |                             | 後宇多上皇                | 伏見上皇                   | 後伏見上皇        |                   |
| 花園                                        |                            |                             | 後宇多上皇                | 伏見上皇                   | 後伏見上皇        |                   |
| 正和6年/文保元年（1317年）                  |                            |                             | 後宇多上皇                | 伏見上皇                   | 後伏見上皇        |                   |
| 文保2年（1318年）                           |                            |                             | 後宇多上皇                |                            | 後伏見上皇        |                   |
| 後醍醐                                      | 花園上皇                   |                             | 後宇多上皇                |                            | 後伏見上皇        |                   |
| 後醍醐                                      | 花園上皇                   | 元亨4年/正中元年（1324年）  | 後宇多上皇                |                            | 後伏見上皇        |                   |
| 後醍醐                                      | 花園上皇                   | 元弘4年/建武元年（1334年）  | 光厳上皇 （北朝）         |                            | 後伏見上皇        |                   |
| 後醍醐                                      | 花園上皇                   | 建武2年（1335年）           | 光厳上皇 （北朝）         |                            | 後伏見上皇        |                   |
| 建武3年/延元元年/建武3年（1336年）          | 花園上皇                   |                             | 光厳上皇 （北朝）         | 後醍醐上皇                 | 後伏見上皇        |                   |
| 延元2年/建武4年（1337年）                   | 花園上皇                   |                             | 光厳上皇 （北朝）         | 後醍醐上皇                 |                   |                   |
| 延元3年/建武5年/暦応元年（1338年）          | 花園上皇                   |                             | 光厳上皇 （北朝）         | 後醍醐上皇                 |                   |                   |
| 延元4年/暦応2年（1339年）                   | 花園上皇                   | 後村上                      | 光厳上皇 （北朝）         | 後醍醐上皇                 |                   |                   |
| 正平3年/貞和4年（1348年）                   | 花園上皇                   | 後村上                      | 光厳上皇 （北朝）         |                            |                   |                   |
| 光明上皇 （北朝）                           |                            | 後村上                      | 光厳上皇 （北朝）         |                            |                   |                   |
| 正平6年/観応2年（1351年）                   | 崇光上皇 （北朝）          | 後村上                      | 光厳上皇 （北朝）         |                            |                   |                   |
| 正平19年/貞治3年（1364年）                  | 崇光上皇 （北朝）          | 後村上                      | 光厳上皇 （北朝）         |                            |                   |                   |
| 正平23年/貞治7年/応安元年（1368年）         | 崇光上皇 （北朝）          | 後村上                      |                           |                            |                   |                   |
| 長慶                                        | 崇光上皇 （北朝）          |                             |                           |                            |                   |                   |
| 建徳2年/応安4年（1371年）                   | 崇光上皇 （北朝）          | 後光厳上皇                  |                           |                            |                   |                   |
| 文中3年/応安7年（1374年）                   | 崇光上皇 （北朝）          | 後光厳上皇                  |                           |                            |                   |                   |
| 天授6年/康暦2年（1380年）                   | 崇光上皇 （北朝）          |                             |                           |                            |                   |                   |
| 天授7年/弘和元年/康暦3年/永徳元年（1381年） | 崇光上皇 （北朝）          |                             |                           |                            |                   |                   |
| 弘和2年/永徳2年（1382年）                   | 崇光上皇 （北朝）          | 後円融上皇 （北朝）         |                           |                            |                   |                   |
| 弘和3年/永徳3年（1383年）                   | 崇光上皇 （北朝）          | 後円融上皇 （北朝）         |                           |                            |                   |                   |
| 後亀山                                      | 崇光上皇 （北朝）          | 後円融上皇 （北朝）         | 長慶上皇                  |                            |                   |                   |
| 後亀山                                      | 崇光上皇 （北朝）          | 後円融上皇 （北朝）         | 長慶上皇                  | 元中9年/明徳3年（1392年）  |                   |                   |
| 後小松                                      | 崇光上皇 （北朝）          | 後円融上皇 （北朝）         | 長慶上皇                  |                            |                   |                   |
| 明徳4年（1393年）                           | 崇光上皇 （北朝）          | 後円融上皇 （北朝）         | 長慶上皇                  | 後亀山上皇                 |                   |                   |
| 明徳5年/応永元年（1394年）                  | 崇光上皇 （北朝）          |                             | 長慶上皇                  | 後亀山上皇                 |                   |                   |
| 応永5年（1398年）                           | 崇光上皇 （北朝）          |                             |                           | 後亀山上皇                 |                   |                   |
| 応永19年（1412年）                          |                            |                             |                           | 後亀山上皇                 |                   |                   |
| 称光                                        | 後小松上皇                 |                             |                           | 後亀山上皇                 |                   |                   |
| 称光                                        | 後小松上皇                 | 応永32年（1425年）          |                           | 後亀山上皇                 |                   |                   |
| 称光                                        | 後小松上皇                 | 応永35年/正長元年（1428年） |                           |                            |                   |                   |
| 後花園                                      | 後小松上皇                 |                             |                           |                            |                   |                   |
| 永享5年（1433年）                           | 後小松上皇                 |                             |                           |                            |                   |                   |
|                                             |                            |                             |                           |                            |                   |                   |
| 寛正5年（1464年）                           | 後土御門                   | 後花園上皇                  |                           |                            |                   |                   |
| 文明3年（1471年）                           | 後土御門                   | 後花園上皇                  |                           |                            |                   |                   |
|                                             |                            |                             |                           |                            |                   |                   |
| 天正14年（1586年）                          | 後陽成                     | 正親町上皇                  |                           |                            |                   |                   |
| 天正20年/文禄元年（1593年）                 | 後陽成                     | 正親町上皇                  |                           |                            |                   |                   |
|                                             |                            |                             |                           |                            |                   |                   |
| 慶長16年（1611年）                          | 後水尾                     | 後陽成上皇                  |                           |                            |                   |                   |
| 元和3年（1617年）                           | 後水尾                     | 後陽成上皇                  |                           |                            |                   |                   |
|                                             |                            |                             |                           |                            |                   |                   |
| 寛永6年（1629年）                           | 明正                       | 後水尾上皇                  |                           |                            |                   |                   |
| 寛永20年（1643年）                          | 明正                       | 後水尾上皇                  |                           |                            |                   |                   |
| 後光明                                      | 明正上皇                   | 後水尾上皇                  |                           |                            |                   |                   |
| 後光明                                      | 明正上皇                   | 後水尾上皇                  | 承応3年（1654年）         |                            |                   |                   |
| 承応4年/明暦元年（1655年）                  | 明正上皇                   | 後水尾上皇                  | 後西                      |                            |                   |                   |
| 寛文3年（1663年）                           | 明正上皇                   | 後水尾上皇                  | 後西                      |                            |                   |                   |
| 霊元                                        | 明正上皇                   | 後水尾上皇                  | 後西上皇                  |                            |                   |                   |
| 霊元                                        | 明正上皇                   | 後水尾上皇                  | 後西上皇                  | 延宝8年（1680年）          |                   |                   |
| 霊元                                        | 明正上皇                   | 貞享2年（1685年）           | 後西上皇                  |                            |                   |                   |
| 霊元                                        | 明正上皇                   | 貞享4年（1687年）           |                           |                            |                   |                   |
| 東山                                        | 明正上皇                   | 霊元上皇                    |                           |                            |                   |                   |
| 東山                                        | 明正上皇                   | 霊元上皇                    | 元禄9年（1696年）         |                            |                   |                   |
| 東山                                        | 宝永6年（1709年）          | 霊元上皇                    |                           |                            |                   |                   |
| 中御門                                      | 東山上皇                   | 霊元上皇                    |                           |                            |                   |                   |
| 中御門                                      | 東山上皇                   | 霊元上皇                    | 宝永7年（1710年）         |                            |                   |                   |
| 中御門                                      | 享保17年（1732年）         | 霊元上皇                    |                           |                            |                   |                   |
| 中御門                                      | 享保20年（1735年）         |                             |                           |                            |                   |                   |
| 桜町                                        | 中御門上皇                 |                             |                           |                            |                   |                   |
| 桜町                                        | 中御門上皇                 | 享保21年/元文元年（1736年） |                           |                            |                   |                   |
| 桜町                                        | 中御門上皇                 | 元文2年（1737年）           |                           |                            |                   |                   |
|                                             |                            |                             |                           |                            |                   |                   |
| 延享4年（1747年）                           | 桃園                       | 桜町上皇                    |                           |                            |                   |                   |
| 延享5年/寛延元年（1748年）                  | 桃園                       | 桜町上皇                    |                           |                            |                   |                   |
| 寛延3年（1750年）                           | 桃園                       | 桜町上皇                    |                           |                            |                   |                   |
|                                             | 桃園                       |                             |                           |                            |                   |                   |
| 明和7年（1770年）                           | 後桃園                     | 後桜町上皇                  |                           |                            |                   |                   |
| 安永8年（1779年）                           | 後桃園                     | 後桜町上皇                  |                           |                            |                   |                   |
| 安永9年（1780年）                           | 光格                       | 後桜町上皇                  |                           |                            |                   |                   |
| 文化10年（1813年）                          | 光格                       | 後桜町上皇                  |                           |                            |                   |                   |
| 文化14年（1817年）                          | 光格                       |                             |                           |                            |                   |                   |
| 仁孝                                        | 光格上皇                   |                             |                           |                            |                   |                   |
| 仁孝                                        | 光格上皇                   | 天保11年（1840年）          |                           |                            |                   |                   |
|                                             |                            |                             |                           |                            |                   |                   |
| 令和元年（2019年）                          | 今上                       | 上皇明仁                    |                           |                            |                   |                   |
| 令和7年（2025年）                           | 今上                       | 上皇明仁                    |                           |                            |                   |                   |

## 幕末の御料
国立歴史民俗博物館の『旧高旧領取調帳データベース』には、摂津国島下郡のうち下中条村の一部・鮎川村の一部・吹田村の一部・上野村の全域の計1,896石8斗8升9合が「仙洞御領」として記載されている。